# Championnat NCAA masculin de basket-ball 2005
Navigation
2004 2006
Le championnat NCAA de basket-ball 2005 a réuni 65 équipes NCAA dans un tournoi du 15 mars 2005 au 4 avril 2005. Le Final Four s'est tenu du 2 au 4 avril 2005 dans le Edward Jones Dome à Saint-Louis et a été remporté par les Tar Heels de l'université de Caroline du Nord. Sean May, le pivot des Tar Heels, a été élu Most Outstanding Player du tournoi.

## Final Four
|  | Demi-finales   | Demi-finales   |          |    | Finale  | Finale  |
|  | Demi-finales   | Demi-finales   |          |    | Finale  | Finale  |
|  |                |                |          |    |         |         |
|  | 2 avril        | 2 avril        |          |    | 4 avril | 4 avril |
|  | 2 avril        | 2 avril        |          |    | 4 avril | 4 avril |
|  | Illinois       | 72             |          |    | 4 avril | 4 avril |
|  | Illinois       | 72             |          |    | 4 avril | 4 avril |
|  | Louisville     | 57             |          |    | 4 avril | 4 avril |
|  | Louisville     | 57             | Illinois | 70 |         |         |
|  |                |                | Illinois | 70 |         |         |
|  |                | North Carolina | 75       |    |         |         |
|  | North Carolina | North Carolina | 75       | 87 |         |         |
|  | North Carolina |                |          | 87 |         |         |
|  | Michigan State | 71             |          |    |         |         |
|  | Michigan State | 71             |          |    |         |         |